# Draff Young
Draff Young (9 aprile 1942 – 24 marzo 2012) è stato un allenatore di pallacanestro statunitense, professionista nella NBA.

## Carriera

### Giocatore
Ha giocato per quattro anni al college e successivamente in altre squadre minori; in questi stessi anni allena anche nella Boston School of the Deaf.

### Allenatore
Dal 1969 al 1974 ha lavorato come assistente allenatore per i Cincinnati Royals (dal 1972 al 1974 Kansas City Kings, in seguito al trasferimento della squadra) in NBA, per poi guidare la squadra come allenatore ad interim per un breve periodo nella stagione 1973-1974. La sua permanenza come allenatore è di breve durata (quattro partite, chiuse con altrettante sconfitte); Young fu inoltre il primo allenatore afroamericano a guidare una squadra NBA senza aver in precedenza giocato nella NBA. Successivamente ha lavorato come assistente allenatore in NCAA dal 1974 al 1978, per poi allenare le Nazionali di Kuwait e Qatar. Dal 1994 al 2006 ha invece allenato l'Al Jahra Sports Club, squadra del campionato del Qatar.